# 長良川鐵道
長良川鐵道股份有限公司（日语：／ Nagaragawa Tetsudō */?）是一間將總部設於岐阜縣關市，以第三部門方式營運的鐵路公司。該公司負責營運由岐阜縣與郡上市等行政區共同出資，原本屬於日本國有鐵道特定地方交通線的鐵路線越美南線。

## 路線
| 中文線名 | 日文線名 | 起點     | 終點 | 距離（公里） |
| -------- | -------- | -------- | ---- | ------------ |
| 越美南線 |          | 美濃太田 | 北濃 | 72.1         |

## 使用車輛

### 現役車輛
- 長良川鐵道3型柴聯車:2025年4月7日，長良川鐵道宣布3型305號柴聯車因車體老化，因此決議於5月9日結束運轉並退役[1][2]。
- 長良川鐵道500型柴聯車
- 長良川鐵道600型柴聯車:2022年，長良川鐵道時隔13年再度引進新型柴聯車600型，並陸續在2022年4月及2024年3月投入運轉[3][4][5][6][7]。

## 外部連結
- 官方网站（日語）